# Кровавый камень (фильм)
«Кровавый камень» (эст. Verekivi) — советский широкоэкранный художественный фильм 1972 года, снятый режиссёром Мадисом Оямаа на киностудии «Таллинфильм».
Премьера состоялась 19 февраля 1973 года в Эстонской ССР, всесоюзная премьера — 7 января 1974 года.

## Сюжет
В XVI веке барон фон Юкскюль убивает мастера-оружейника Матиса, что приводит к противостоянию с магистратом Ревеля. Барон приговорён к смертной казни, но его сторонники пытаются спасти его. Казнь происходит на мостовой между внутренними и внешними воротами города, и позже камень на ней получает название «Кровавый».

## В ролях
- Антанас Барчас — Барон Юкскюль (дублировал Ефим Копелян)
- Микк Микивер — Шредер (дублировал Александр Демьяненко)
- Галина Федотова — Яана (дублировала Галина Чигинская)
- Андрес Илд — Андреас (дублировал Павел Кашлаков)
- Сийм Рулли — Матис (дублировал Григорий Гай)
- Рудольф Аллаберт — Каспар (дублировал Е. Соловьёв)
- Урмас Кулль — младший брат Яаны
- Тео Майсте — Шаренберг
- Эдуард Ралья — Маюдель
- Гунар Килгас — Дукер
- Пеэтер Якоби — Конрад
- Аго Роо — Юрген
- Тыну Микивер — Дитрих
- Март Пукк — Зигфрид
- Арнольд Сиккел
- Мати Клоорен — старейшина магистра
- Тыну Аав — старейшина магистрата
- Хейно Арус

## Съёмочная группа
- Режиссёр: Мадис Оямаа
- Сценаристы: Мадис Оямаа, Лембит Реммельгас
- Оператор: Михаил Дороватовский
- Художник: Халья Клаар
- Звукорежиссёр: Харальд Ляянеметс
- Композитор: Кустас Кикерпуу

Фильм дублирован на русский язык киностудией «Ленфильм».
- Режиссёр дубляжа: Григорий Цорин
- Звукорежиссёр: Анна Волохова